# Krampus - Natale non è sempre Natale
Krampus - Natale non è sempre Natale (Krampus) è un film del 2015 diretto da Michael Dougherty. Il film è una commedia-horror basata sulla figura leggendaria del Krampus, demone che secondo la leggenda accompagna l'arrivo di Santa Claus.

## Trama
23 dicembre, una famiglia si riunisce per passare le feste assieme: Tom, Sarah, la figlia Beth e il figlio minore Max con Linda (sorella di Sarah), suo marito Howard assieme ai loro figli Stevie, Jordan, Howie Jr. e la figlia neonata oltre a Dorothy, la zia materna di Sarah e Linda. È presente anche Omi, la nonna paterna di Max, di origine tedesca.
Max vorrebbe che la famiglia seguisse le tradizioni natalizie, ma durante la cena scoppia una lite per delle ragioni assurde e quando le cugine lo prendono in giro perché crede ancora in Santa Clause, in un impeto di rabbia, Max strappa la sua lettera e la getta dalla finestra. Poco dopo, però, si scatena una tormenta di neve che causa un black out per tutto il quartiere. Il giorno dopo Beth, preoccupata per il suo fidanzato, decide di uscire per andare a trovarlo a casa sua. Durante la camminata, Beth viene inseguita da una strana figura cornuta saltellante per i tetti. Beth si nasconde sotto un furgone di un fattorino finché la creatura non si allontana lasciandosi dietro la scatola di un pupazzo a molla dal quale fuoriesce un mostro che l'assale.
Stufi di aspettare senza corrente, Tom e Howard decidono di avventurarsi fuori per trovare Beth. I due trovano lungo la strada uno spazzaneve distrutto e quando raggiungono la casa del fidanzato di Beth la trovano devastata, con il camino che sembra esploso dall'interno e delle grosse impronte per terra che sembrano appartenere a una capra. Durante il ritorno a casa, Howard viene attaccato da una creatura che si muove sotto la neve, ma Tom lo salva sparandole. Appena rientrati, Tom decide di serrare ermeticamente tutta la casa sbarrando porte e finestre, e promette a Sarah di cercare Beth il mattino seguente. Howard cerca di rimanere di guardia per la notte, ma si addormenta. Un omino di pan di zenzero agganciato a un uncino viene calato giù per il camino e cattura Howie trascinandolo via.
Il resto della famiglia si risveglia e cerca di soccorrere Howie senza riuscirci e Sarah rimane scioccata dal biscotto vivente. A questo punto Omi rivela alla famiglia che cosa sta succedendo: Sono stati presi di mira dal Krampus, una spietata entità demoniaca che punisce coloro che perdono lo spirito del Natale, definendolo "L'ombra di Santa Claus".  Da piccola, a seguito della povertà del suo villaggio, gli abitanti e i genitori di Omi persero l'amore per la festività, diventando avari e spezzandole il cuore, come accaduto a Max, chiese che la sua famiglia e gli abitanti sparissero; ciò le fece involontariamente invocare il Krampus, uno spirito antico e tetro che non viene per premiare ma per punire e prendere invece che dare; Krampus portò via i suoi genitori risparmiandola e regalandole un campanello col suo nome sopra, per ricordarle che cosa succede se si perde lo spirito del Natale. Howard non crede alla storia e contro il parere di tutti intende uscire per cercare Beth e Howie. Tom, che non vuole lasciarlo uscire, cerca di convincerlo a non essere imprudente perché devono proteggere i loro figli.
Improvvisamente dalla soffitta, dove erano stati messi dei regali misteriosi che la famiglia aveva ricevuto per posta, i pacchi iniziano a muoversi. Le cugine sentono la voce di Beth che le richiama dalla soffitta, ma una volta arrivate vengono attaccate da der Klown, un mostruoso pupazzo a molla che aveva imitato la voce di Beth per attirarle e assale Jordan dove la ingoia. Vengono in seguito attaccati da altri giocattoli assassini: un orso di peluche, un angelo, un robot e degli omini di pan di zenzero viventi, ma riescono a porre resistenza. Prima di poter eliminare der Klown, però, gli elfi aiutanti del Krampus irrompono nella casa e catturano Dorothy, Howard e la figlia neonata. Omi decide di sacrificarsi per permettere ai sopravvissuti di guadagnare tempo e scappare, venendo infilata nel sacco del Krampus dove viene attaccata dai balocchi.
Fuori casa, Tom, Sarah e Linda vengono inghiottiti dal mostro che si muove sotto la neve, lasciando Max solo. Il ragazzino viene raggiunto dal Krampus, che gli regala un campanello come aveva fatto con Omi, avvolto nella sua letterina scartata, prima di allontanarsi per finire il lavoro: apre un portale per l'Inferno e vi lascia cadere Stevie. Disperato, Max raggiunge il Krampus i cui aiutanti stanno per gettare la sua famiglia in una voragine. Egli lo supplica di risparmiare la sua famiglia e si offre di essere portato via al loro posto ma nonostante la supplica la sua famiglia vengono buttati nella voragine. Il Krampus lo afferra sporgendolo sopra il pozzo infernale. Max si scusa per aver perso lo spirito del Natale dicendo che tutto quello che desiderava era solo che la sua famiglia passasse le feste in felicità. Il Krampus non dice nulla e lo lascia precipitare all'Inferno.
Max si risveglia cadendo dal letto. Si rende conto che è la mattina del Natale e fuori dalla finestra il quartiere è normale. Scende giù in soggiorno e vede che la sua famiglia è tornata e stanno felicemente scartando i regali. Nel finale, Max si rincuora dal fatto che era solo un sogno, finché non apre il suo regalo e ci trova il campanello del Krampus. In quel momento, la famiglia vedendo il campanello, iniziano a ricordare ciò che è accaduto e sebbene non dicano una parola lo sguardo sui loro volti è più che eloquente.
La camera si allontana e si scopre che il Krampus osserva la famiglia di Max (e tante altre case) attraverso delle sfere di neve. Alla fine gli aiutanti di Krampus assaltano la quarta parete.

## Fumetto
A seguito dell'uscita del film, è stato pubblicato il fumetto prequel dell'opera intitolato Krampus: The Shadow of Saint Nicholas. Il fumetto narra la storia di altre persone e famiglie che sono state punite dal Krampus, sempre per aver perso lo spirito del Natale per vari motivi. Il fumetto chiarisce inoltre il mistero dell'ultima scena del film e conferma che Krampus non trascina veramente all'Inferno coloro che rapisce ma li mette alla prova e li aiuta, di fatto, a ritrovare lo spirito del Natale per poi sorvegliarli dal suo laboratorio e assicurarsi che abbiano imparato la lezione.

## Distribuzione
Il primo trailer italiano del film viene diffuso l'8 settembre 2015.
La pellicola è stata distribuita nelle sale cinematografiche statunitensi a partire dal 4 dicembre 2015. In Italia era inizialmente prevista l'uscita per il 3 dicembre prima di essere annullata senza una nuova data di distribuzione. L'uscita in DVD E Blu-Ray è stata prevista per il 4 maggio 2016. Il 22 dicembre 2017 è stato trasmesso in prima visione su Italia 1 alle 23:15.

## Accoglienza

### Critica
Il film è stato accolto positivamente dalla critica, soprattutto per gli omaggi ad altri horror come Gremlins e La cosa. Su Rotten Tomatoes il film ha una media iniziale di gradimento del 66%.

### Incassi
Il film parte con un buon weekend molto sopra le aspettative incassando oltre 16 milioni di dollari, diventando il secondo film con più incassi del fine settimana dopo Hunger Games: Il canto della rivolta - Parte 2. Globalmente ha incassato più di 61 milioni di dollari, di cui 42 in patria